# Калчинаја
Калчинаја (итал. Calcinaia) је насеље у Италији у округу Пиза, региону Тоскана.
Према процени из 2011. у насељу је живело 3157 становника. Насеље се налази на надморској висини од 16 м.

## Становништво
| 1931. | 1936. | 1951. | 1961. | 1971. | 1981. | 1991. | 2001. | 2011.  |
| ----- | ----- | ----- | ----- | ----- | ----- | ----- | ----- | ------ |
| 3.962 | 4.101 | 4.261 | 4.669 | 5.687 | 7.194 | 8.103 | 8.608 | 11.684 |

## Партнерски градови
- Vilanova del Camí
- Noves
- Хопстен